# Palazzi dei Rolli
Els Palazzi dei Rolli (en italià: Rolli di Genova o Rolli degli alloggiamenti pubblici di Genova) són un conjunt de palaus que es troben a la ciutat de Gènova, Liguria, Itàlia i que l'any 2006 van ser incorporats a la llista de Patrimoni Mundial de la UNESCO.
Són palaus d'estil renaixentista i barroc que van ser construïts en la seva majoria durant el segle xvi i principis del XVII.en l'època de gran esplendor de la República de Gènova. Es localitzen a les anomenades Strade nuove (carrers nous) que corresponen a les actuals Via Garibaldi Via Cairoli i Via Balbi 
Van ser promoguts i habitats per les grans famílies genoveses, que volien allotjar -mitjançant sorteig públic- a persones eminents en trànsit a Gènova per a les visites d'Estat. Amb posterioritat, els mateixos palaus van allotjar viatgers il·lustres que incloïen la capital de la Ligúria en el seu Grand Tour cultural.
En l'actualitat, la majoria han perdut el seu original caràcter residencial i han esdevingut museus o seus corporatives de grans empreses.

## Història

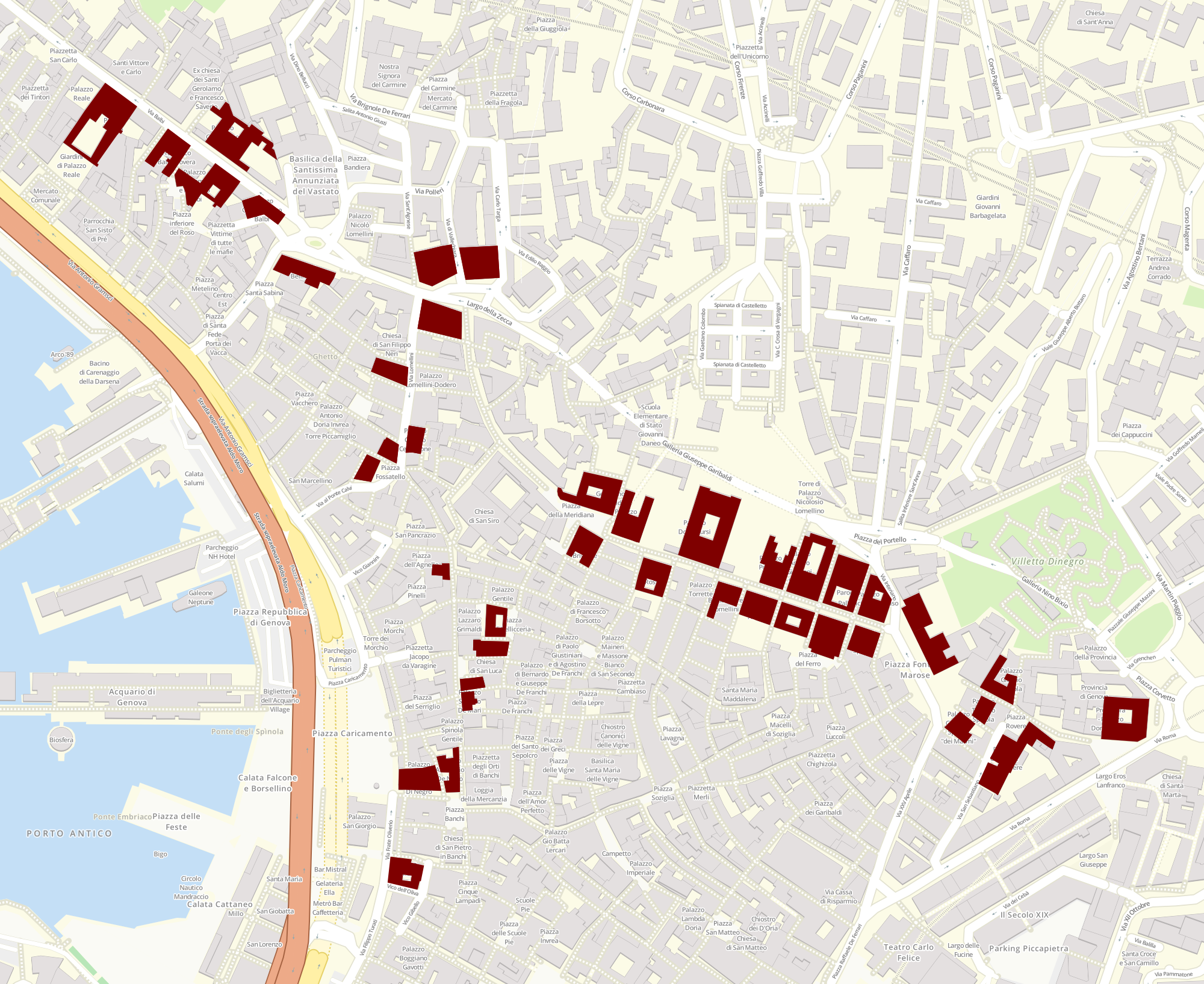
Mapa del centre històric de Gènova amb detall dels Palazzi dei Rolli.

Les rolli -un terme que correspon, en italià modern, a ruoli, és a dir llistes- es van constituir a partir de 1576. Van ser fetes per ordre del Senat de la República aristocràtica refundada pel príncep i almirall Andreu Doria, que a través de la seva reforma constitucional havia establert el govern oligàrquic i, per tant, la incorporació de la sobirania de Gènova, en l'òrbita d'Espanya. La minuciositat amb la que els Rolli van ser dissenyats i compilats, solament unes poques dècades després de la gran reestructuració urbana decidida per Doria -en particular, entre 1536 i 1553 la muralles del segle XIV- encara constitueix una evidència clara i documentada del que va ser l'«Edat d'Or» de Gènova. El que era un poble d'armadors, comerciants i banquers van ser capaços de donar un paper a la República marítima de domini polític i comercial absolut sobre tota la mar Mediterrània, va ser també una important cruïlla de prínceps i reis, diplomàtics i autoritats eclesiàstiques.
Encara es conserva a l'Arxiu d'Estat de Gènova, el rolli (llistes) d'habitatge públic on els edificis es classifiquen d'acord amb el seu prestigi: el primer va ser escrit el 1576, i més tard els anys 1588, 1599, 1614 i 1664. En elles es cataloga el conjunt de cent cinquanta cases que estaven acceptables per allotjar els personatges notables; en la seva major part són palaus encara existents, i són els mateixos que van portar, aleshores, a crítics a mirar Gènova com un: «palau reial de la república -veritable contradicció en els termes-, darrere el qual s'obren amplis horitzons de la història i l'habitatge urbà, en lloc de solament l'arquitectura».
Els habitatges registrats a les «Rolli» van ser dividits en tres categories amb relació a la mida, la bellesa i la importància i van ser utilitzats en correspondència amb aquests criteris per donar cabuda a cardenals, prínceps i virreis, terratinents, ambaixadors i governadors.

## Palaus
N'hi ha quaranta-dos edificis inclosos en el patrimoni de la Humanitat per la Unesco:
|    | Fundador                               | Ubicació                   | Nom                                                   |
| -- | -------------------------------------- | -------------------------- | ----------------------------------------------------- |
| 1  | Antonio Doria                          | largo Lanfranco, 1         | Palazzo Doria-Spinola                                 |
| 2  | Clemente Della Rovere                  | piazza Rovere, 1           | Palazzo Clemente Della Rovere                         |
| 3  | Giorgio Spinola                        | salita S. Caterina, 4      | Palazzo Giorgio Spinola                               |
| 4  | Tomaso Spinola                         | salita S. Caterina, 3      | Palazzo Tommaso Spinola                               |
| 5  | Giacomo Spinola                        | piazza Fontane Marose, 6   | Palazzo Giacomo Spinola                               |
| 6  | Agostino Ayrolo                        | piazza Fontane Marose, 3-4 | Palazzo Negrone                                       |
| 7  | Paolo e Nicolò Interiano               | piazza Fontane Marose, 2   | Palazzo Paolo Battista e Niccolò Interiano            |
| 8  | Agostino Pallavicini                   | via Garibaldi, 1           | Palazzo Pallavicini-Cambiaso                          |
| 9  | Pantaleo Spinola                       | via Garibaldi, 2           | Palazzo Pantaleo Spinola                              |
| 10 | Franco Lercari                         | via Garibaldi, 3           | Palazzo Lercari-Parodi                                |
| 11 | Tobia Pallavicini                      | via Garibaldi, 4           | Palazzo Carrega-Cataldi                               |
| 12 | Angelo Giovanni Spinola                | via Garibaldi 5            | Palazzo Angelo Giovanni Spinola                       |
| 13 | Gio Battista Spinola                   | via Garibaldi, 6           | Palazzo Gio Battista Spinola                          |
| 14 | Nicolosio Lomellini                    | via Garibaldi, 7           | Palazzo Podestà                                       |
| 15 | Lazzaro e Giacomo Spinola              | via Garibaldi, 8-10        | Palazzo Cattaneo-Adorno                               |
| 16 | Nicolò Grimaldi                        | via Garibaldi, 9           | Palazzo Doria-Tursi                                   |
| 17 | Baldassarre Lomellini                  | via Garibaldi 12           | Palazzo Baldassarre Lomellini                         |
| 18 | Luca Grimaldi                          | via Garibaldi, 11          | Palazzo Bianco                                        |
| 19 | Rodolfo e Francesco Brignole Sale      | via Garibaldi 18           | Palazzo Rosso                                         |
| 20 | Gerolamo Grimaldi                      | salita S. Francesco, 4     | Palazzo Gerolamo Grimaldi                             |
| 21 | Gio Carlo Brignole                     | piazza Meridiana, 2        | Palazzo Gio Carlo Brignole                            |
| 22 | Bartolomeo Lomellini                   | largo Zecca, 4             | Palazzo Bartolomeo Lomellini                          |
| 23 | Stefano Lomellini                      | via Cairoli, 18            | Palazzo Lomellini-Doria Lamba                         |
| 24 | Giacomo Lomellini e Cattaneo De Marini | largo Zecca, 2             | Palazzo Giacomo Lomellini e Palazzo De Marini-Spinola |
| 25 | Antoniotto Cattaneo                    | piazza della Nunziata, 2   | Palazzo Belimbau                                      |
| 26 | G. Agostino Balbi                      | via Balbi,1                | Palazzo Gio Agostino Balbi                            |
| 27 | Gio Francesco Balbi                    | via Balbi, 2               | Palazzo Gio Francesco Balbi                           |
| 28 | Giacomo e Pantaleo Balbi               | via Balbi, 4               | Palazzo Balbi-Senarega                                |
| 29 | Francesco Balbi Piovera                | via Balbi, 6               | Palazzo Francesco Maria Balbi Piovera                 |
| 30 | Stefano Balbi                          | via Balbi, 10              | Palazzo Reale                                         |
| 31 | Cosma Centurione                       | via Lomellini, 8           | Palazzo Cosma Centurione                              |
| 32 | Giorgio Centurione                     | via Lomellini, 5           | Palazzo Giorgio Centurione                            |
| 33 | Gio Battista Centurione                | via del Campo, 1           | Palazzo Gio Battista Centurione                       |
| 34 | Cipriano Pallavicini                   | piazza Fossatello, 2       | Palazzo Cipriano Pallavicini                          |
| 35 | Nicolò Spinola                         | via S. Luca, 14            | Palazzo Nicolò Spinola                                |
| 36 | Francesco Grimaldi                     | piazza Pellicceria, 1      | Palazzo Spinola di Pellicceria                        |
| 37 | Gio Battista Grimaldi                  | vico S. Luca, 4            | Palazzo Gio Battista Grimaldi                         |
| 38 | Gio Battista Grimaldi                  | piazza S. Luca, 2          | Palazzo Gio Battista Grimaldi                         |
| 39 | Stefano De Mari                        | via S. Luca, 5             | Palazzo Stefano De Mari                               |
| 40 | Ambrogio De Nigro                      | via S. Luca, 2             | Palazzo Ambrogio Di Negro                             |
| 41 | Emanuele Filiberto Di Negro            | via al Ponte Reale, 2      | Palazzo Emanuele Filiberto Di Negro                   |
| 42 | Croce De Marini                        | piazza De Marini, 1        | Palazzo De Marini-Croce                               |

Aquests són els palaus que, encara conservant la seva estructura originària, no han estat inclosos per la UNESCO:
|    | Fundador                          | Ubicació                          | Nom                                          |
| -- | --------------------------------- | --------------------------------- | -------------------------------------------- |
| 1  | Ottavio Imperiale                 | Campetto 2                        | Palazzo Ottavio Imperiale                    |
| 2  | Gio. Vincenzo Imperiale           | Campetto 8A                       | Palazzo Gio Vincenzo Imperiale               |
| 3  |                                   | Largo G. A. Sanguineti 11         | Palazzo Senarega-Zoagli                      |
| 4  |                                   | Piazza Cattaneo 26                | Palazzo Cattaneo Della Volta                 |
| 5  | Giulio Pallavicini                | Piazza De Ferrari 2               | Palazzo Giulio Pallavicini                   |
| 6  | Agostino Spinola                  | Piazza De Ferrari 3               | Palazzo Agostino Spinola                     |
| 7  | Pietro Durazzo                    | Piazza De Marini 4                | Palazzo Pietro Durazzo                       |
| 8  | Nicolò Lomellini                  | Piazza della Nunziata 5           | Palazzo Nicolò Lomellini                     |
| 9  | Cristoforo Spinola                | Piazza della Nunziata 6           | Palazzo Cristoforo Spinola                   |
| 10 | Bernardo e Giuseppe De Franchi    | Piazza della Posta Vecchia 2      | Palazzo Bernardo e Giuseppe De Franchi       |
| 11 | Agostino De Franchi               | Piazza della Posta Vecchia 3      | Palazzo Agostino De Franchi                  |
| 12 | Domenico Grillo                   | Piazza delle Vigne 4              | Palazzo Domenico Grillo                      |
| 13 |                                   | Piazza delle Vigne 6              | Palazzo Agostino Doria                       |
| 14 | Pietro Spinola                    | Piazza di Pellicceria 3           | Palazzo Pietro Spinola di San Luca           |
| 15 | Giulio Sale                       | Piazza Embriaci 5                 | Palazzo Giulio Sale                          |
| 16 |                                   | Piazza Fontane Marose 1           | Palazzo Spinola di Luccoli-Balestrino        |
| 17 | Marc'Antonio Giustiniani          | Piazza Giustiniani 6              | Palazzo Marcantonio Giustiniani              |
| 18 | Lorenzo Cattaneo                  | Piazza Grillo Cattaneo 1          | Palazzo Lorenzo Cattaneo                     |
| 19 | Lazzaro Grimaldi                  | Piazza Inferiore di Pellicceria 1 | Palazzo Lazzaro Grimaldi                     |
| 20 |                                   | Piazza Luccoli 2                  | Palazzo De Mari                              |
| 21 |                                   | Piazza Pinelli 2                  | Palazzo Pinelli-Parodi                       |
| 22 | Agostino e Giacomo Salvago        | Piazza San Bernardo 26            | Palazzo Agostino e Giacomo Salvago           |
| 23 | Paolo De Benedetti                | Piazza San Donato 21              | Palazzo Paolo De Benedetti                   |
| 24 |                                   | Piazza San Giorgio 32             | Palazzo Basadonne                            |
| 25 | Giorgio Doria                     | Piazza San Matteo 14              | Palazzo Giorgio Doria                        |
| 26 | Marc'Aurelio Rebuffo              | Piazza Santa Sabina 2             | Palazzo Marc'Aurelio Rebuffo                 |
| 27 | Antonio Sauli                     | Piazza Sauli 3                    | Palazzo Antonio Sauli                        |
| 28 | Gio. Batta Senarega               | Piazza Senarega 1                 | Palazzo Gio Batta Senarega                   |
| 29 |                                   | Salita di San Matteo 19           | Palazzo Doria-Danovaro                       |
| 30 |                                   | Salita di Santa Caterina 1        | Palazzo Spinola di Luccoli-Cervetto          |
| 31 | Luciano Spinola                   | Salita di Santa Caterina 2        | Palazzo Luciano Spinola di Luccoli           |
| 32 |                                   | Salita di Santa Caterina 5        | Palazzo Spinola-Celesia                      |
| 33 | Agostino e Benedetto Viale        | Salita Pollaioli 12               | Palazzo Agostino e Benedetto Viale           |
| 34 |                                   | Via A. Gramsci 3                  | Palazzo Lomellini-Serra                      |
| 35 |                                   | Via al Ponte Calvi 3              | Palazzo Pallavicini-Fabiani                  |
| 36 |                                   | Via al Ponte Reale 1              | Palazzo Adorno                               |
| 37 | Gio. Andrea Cicala                | Via Canneto il Lungo 17           | Palazzo Gio Andrea Cicala                    |
| 38 | Agostino Calvi Saluzzo            | Via Canneto il Lungo 21           | Palazzo Agostino Calvi Saluzzo               |
| 39 |                                   | Via Canneto il Lungo 27           | Palazzo Fieschi-Crosa di Vergagni            |
| 40 |                                   | Via Canneto il Lungo 6            | Palazzo De Franchi-Pittaluga                 |
| 41 | Gio. Battista Saluzzo             | Via Chiabrera 7                   | Palazzo Gio Battista Saluzzo                 |
| 42 |                                   | Via David Chiossone 14            | Palazzo Doria-Serra                          |
| 43 |                                   | Via David Chiossone 4             | Palazzo Grimaldi                             |
| 44 |                                   | Via degli Orefici 7               | Palazzo Lercari-Spinola                      |
| 45 | Vincenzo Giustiniani Banca        | Via dei Giustiniani 11            | Palazzo Vincenzo Giustiniani Banca           |
| 46 | Gaspare Basadonne                 | Via dei Giustiniani 3             | Palazzo Gaspare Basadonne                    |
| 47 | Bartolomeo Invrea                 | Via del Campo 10                  | Palazzo Bartolomeo Invrea                    |
| 48 |                                   | Via del Campo 12                  | Palazzo Durazzo-Cattaneo Adorno              |
| 49 | Antonio Doria Invrea              | Via del Campo 9                   | Palazzo Antonio Doria Invrea                 |
| 50 | Francesco Borsotto                | Via della Maddalena 29            | Palazzo Francesco Borsotto                   |
| 51 | Jacopo Spinola                    | Via della Posta Vecchia 16        | Palazzo Jacopo Spinola                       |
| 52 |                                   | Via Luccoli 22                    | Palazzo Tommaso Franzone                     |
| 53 |                                   | Via Luccoli 23                    | Palazzo Nicolò Spinola di Luccoli            |
| 54 | Filippo Lomellini                 | Via Paolo Emilio Bensa 1          | Palazzo Filippo Lomellini                    |
| 55 | Marc'Antonio Sauli                | Via San Bernardo 19               | Palazzo Marcantonio Sauli                    |
| 56 |                                   | Via San Bernardo 21               | Palazzo Giustiniani (Genova)                 |
| 57 | Bendinelli Sauli                  | Via San Lorenzo 12                | Palazzo Bendinelli Sauli                     |
| 58 | Sinibaldo Fieschi                 | Via San Lorenzo 17                | Palazzo Sinibaldo Fieschi                    |
| 59 | Orazio e G. Fran.co De Franceschi | Via San Lorenzo 19                | Palazzo Orazio e Gio Francesco De Franceschi |
| 60 | Giovanni Battista Centurione      | Via San Lorenzo 5                 | Palazzo Centurione-Gavotti                   |
| 61 |                                   | Via San Lorenzo 8                 | Palazzo Durazzo-Zoagli                       |
| 62 |                                   | Via San Luca 15                   | Palazzo Spinola di San Luca-Gentile          |
| 63 |                                   | Via San Luca 6                    | Palazzo Spinola di San Luca                  |
| 64 | Gerolamo Pallavicini              | Via XXV Aprile 12                 | Palazzo Gerolamo Pallavicini                 |
| 65 | Giovanni Garibaldi                | Vico Carmagnola 7                 | Palazzo Giovanni Garibaldi                   |
| 66 |                                   | Vico dei Ragazzi 6                | Palazzo Sauli                                |
| 67 |                                   | Vico del Fieno 2                  | Palazzo Chiavari-Calcagno                    |
| 68 | Brancaleone Grillo                | Vico Delle Mele 6                 | Palazzo Brancaleone Grillo                   |
| 69 |                                   | Vico Falamonica 1                 | Palazzo Doria-Centurione                     |
| 70 | Nicola Grimaldi                   | Vico San Luca 2                   | Palazzo Nicola Grimaldi                      |
| 71 |                                   | Vico Scuole Pie 1                 | Palazzo Cicala-Raggio                        |
| 72 |                                   | Via Lomellini 15                  | Palazzo Lomellini-Dodero                     |

## Galeria fotogràfica

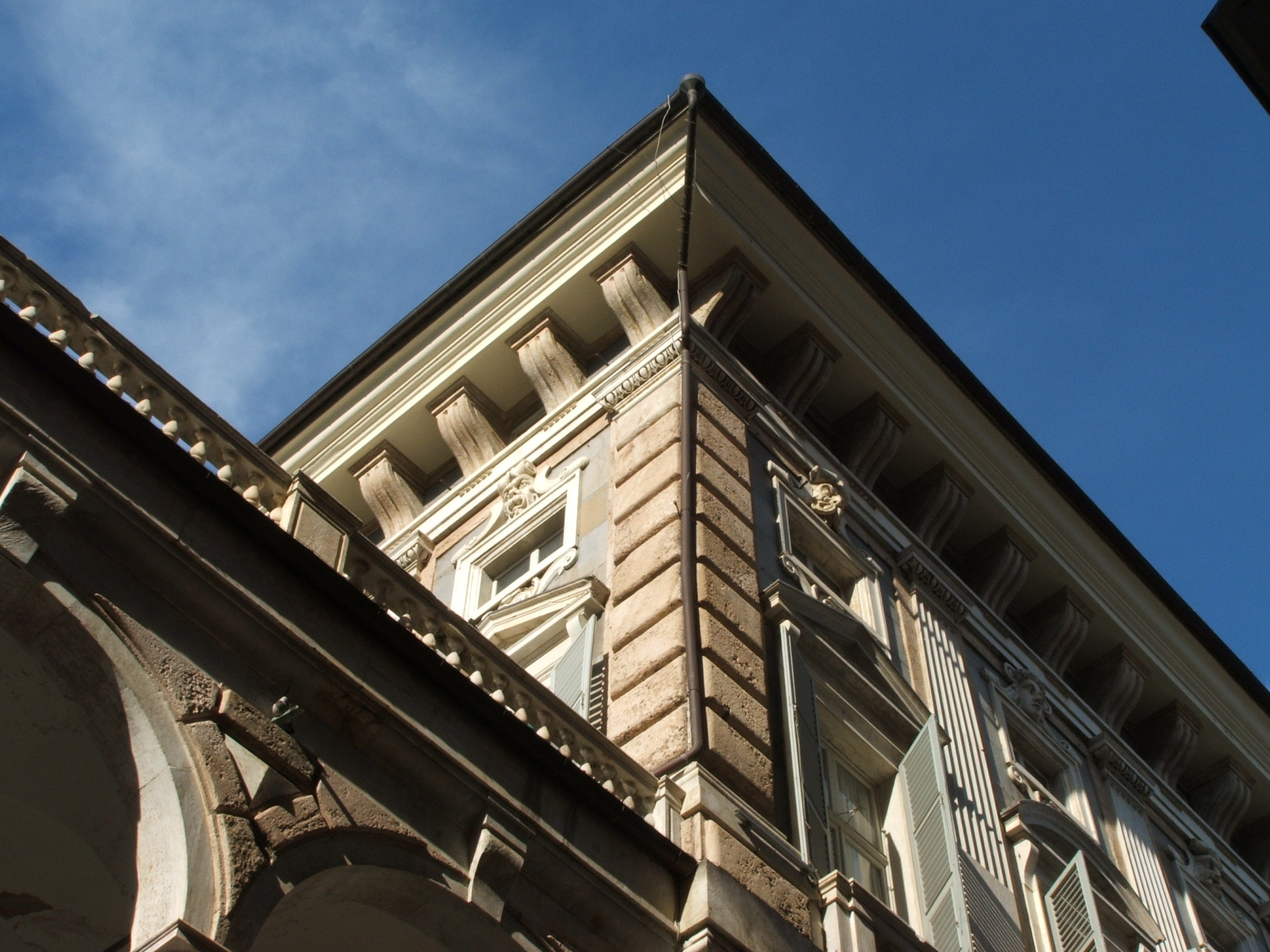
Palau a la via Garibaldi
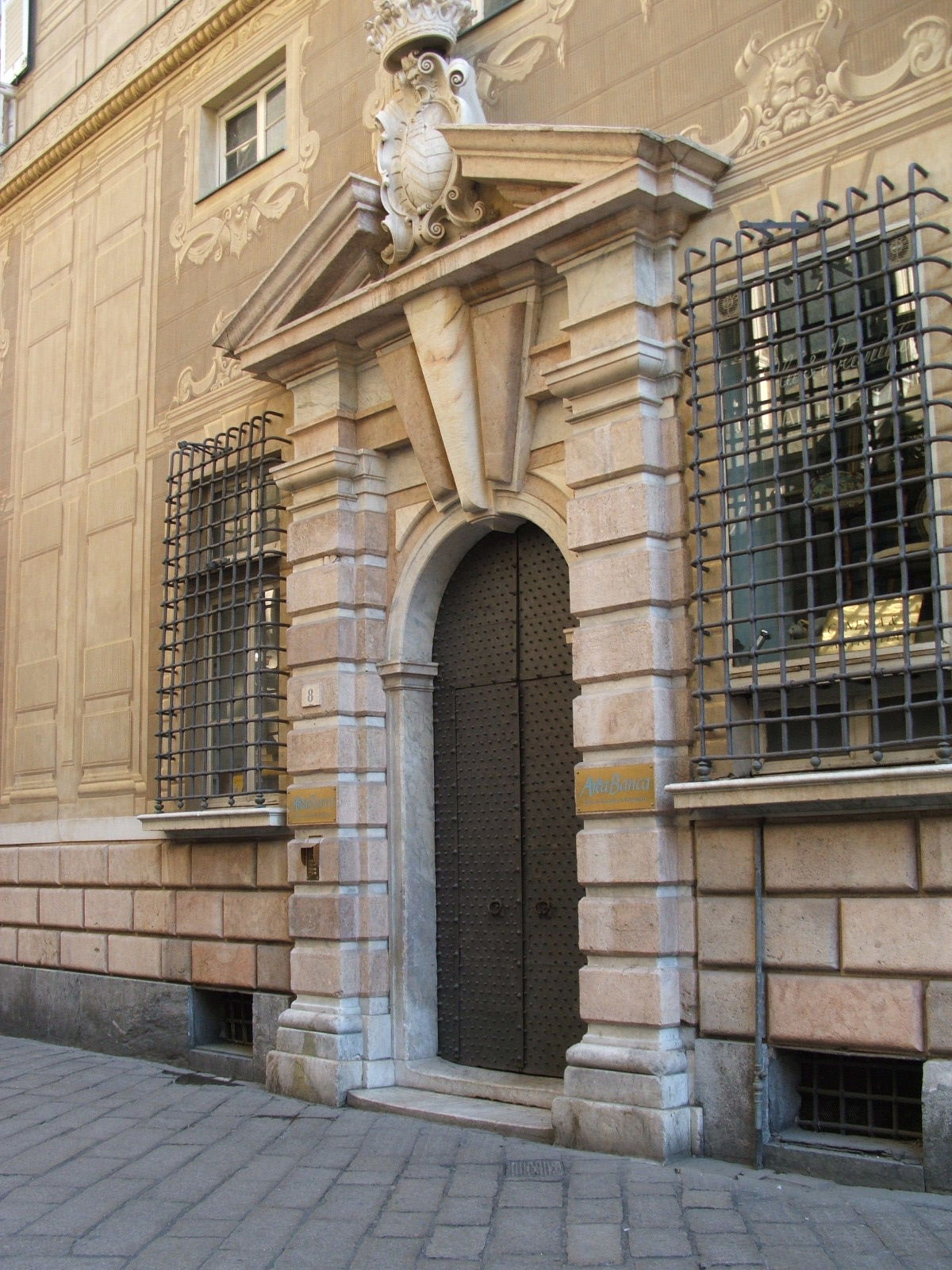
Puorta d'un palau
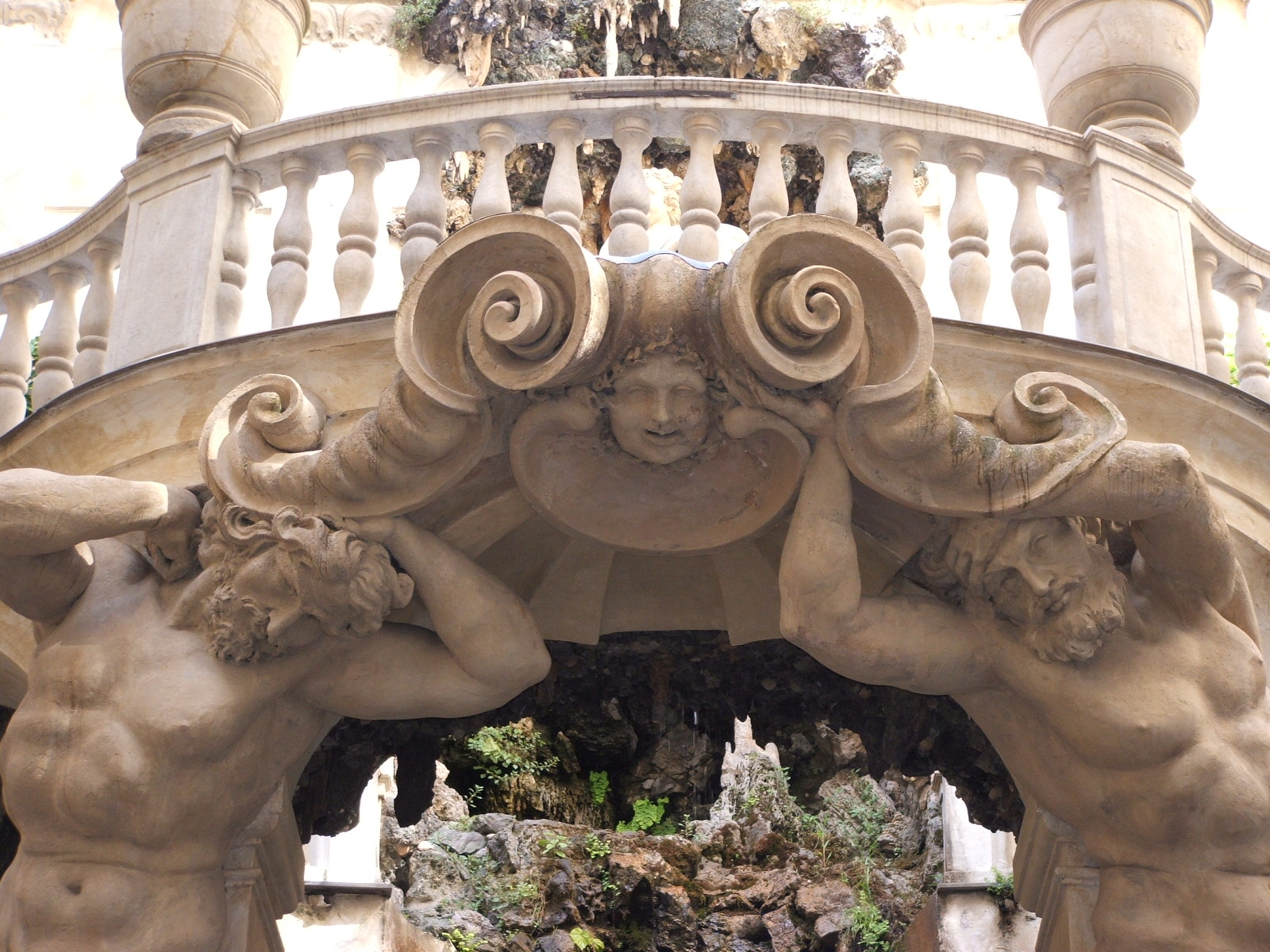
Jardí al Palazzo Podestà
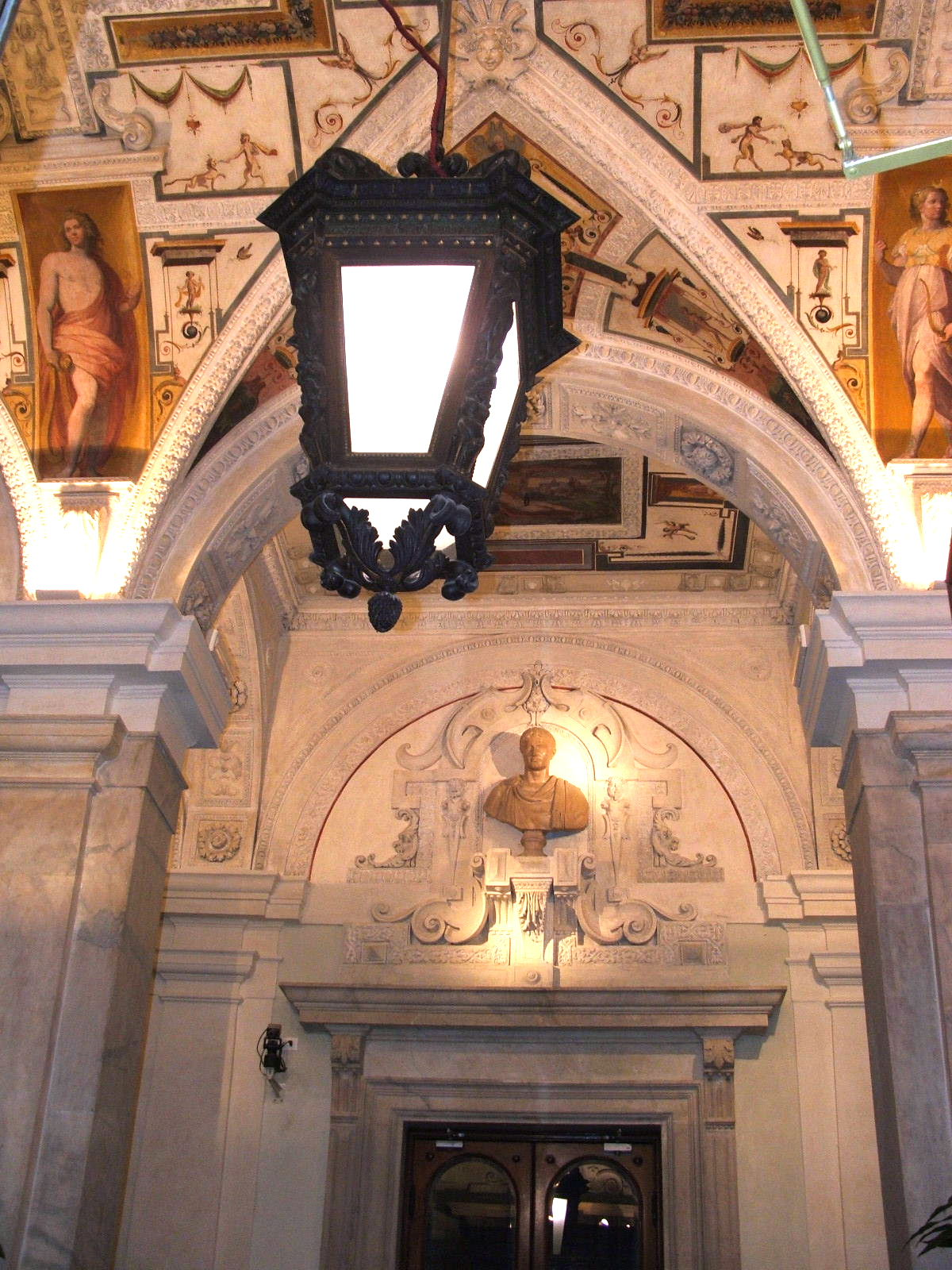
Atri del Palazzo Carrega Cataldi